# 市川ひかる
市川 ひかる（いちかわ ひかる、7月8日 - ）は、日本の女性声優。東京都出身。MIT GATHERING準所属。メディアフォースに所属していたが、同社経営破綻後はネクシードに移籍していた。血液型はO型。

## 出演

### テレビアニメ
- ましろ色シンフォニー -The color of lovers-（2011年、女子生徒）
- レイトン ミステリー探偵社 〜カトリーのナゾトキファイル〜（2018年、女性店員）

### 吹き替え
- アドベンチャー・オブ・ジ・アース（ネネト）
- いばらの鳥（ソ・ジン）
- ヴォイジャー（ジュリー〈クインテッサ・スウィンデル〉[1]）
- きみがくれた物語（モニカ〈アレクサンドラ・ダダリオ〉）
- クリスマスに雪は降るの?（ユンジュ）
- サイボーグ・シティ（ダイアナ）
- 死霊院 世界で最も呪われた事件（シスター・ヴァドゥヴァ）
- 新アリゲーター 新種襲来（エイブリー）
- セットアップ（バレリー）
- タルジャの春（ジヒ）
- 中国歴史ドラマ「項羽と劉邦 King's War」
- 推奴（チョボク）
- ハスラーズ（アナベル〈リリ・ラインハート〉）
- ファイナル・レベル エスケイプ・フロム・カンカラ（クリッシー〈エミリー・スウィート〉）
- フィアー・フロム・デプス（カーリー）
- 4・3・2・1（ジョー）
- ロイヤルファミリー（ソン・ゴウン）

### ドラマCD
- 桜沢光世のキラキラレッスン（生徒）
- 梨本史哉のプレチナレッスン（生徒）
- 病は気から（シンケーくん）

### ナレーション
- 韓流ドラマ「全部あげるよ」（トレーラー）

### ボイスオーバー
- ナショナルジオグラフィックチャンネル

### 携帯配信
- Docomo BeeTV「ARK」（女性飛行士）

### Webラジオ
- 太紀・玲子のドリゲッチュ（コーナーアシスタント）

### 舞台
- そして星空に願いをかける男の声（森田キキョウ）

### バレエ公演
- オズの魔法使い（マンチキン）
- ヘンゼルとグレーテルと魔法学校の子供たち（いたずら三人組）